# 서원초등학교 (강원)
서원초등학교는 대한민국 강원특별자치도 횡성군 서원면 창촌리에 있는 공립 초등학교이다.

## 학교 연혁
- 1934년 9월 1일 서원공립보통학교 개교
- 1938년 4월 1일 서원공립심상소학교로 개칭
- 1941년 4월 1일 서원공립국민학교로 개칭
- 1981년 3월 5일 병설유치원 개원
- 1996년 3월 1일 서원초등학교로 개칭
- 2008년 12월 20일 특별교실 증축(음악실, 미술실)
- 2010년 8월 1일 영어 전용교실 개관
- 2011년 4월 4일 강원도교육청 민병희 교육감 방문
- 2012년 4월 30일 강원도횡성교육지원청 허윤구 교육장 방문
- 2016년 2월 5일 제79회 졸업식 및 수료식(졸업생 2400명)
- 2016년 9월 1일 80주년 개교기념일
- 2017년 2월 7일 제80회 졸업식 및 수료식(졸업생 2407명)
- 2017년 3월 1일 제29대 교장 김산옥 부임

## 참고 자료
- 서원초등학교 - 한국교육학술정보원 학교알리미